# کانالته
کانالته (انگلیسی: Canalete) نام شهری در کشور کلمبیا است.